# Joãozinho
João Natailton Ramos dos Santos, communément appelé Joãozinho, né le 25 décembre 1988 à Umbaúba, est un footballeur brasilo-russe. Il évolue au poste d'ailier gauche au FK Sotchi.

## Carrière
Révélé à Portuguesa  un club brésilien basé à São Paulo, Joãozinho est transféré au Levski Sofia, un des principaux clubs de Bulgarie, le 7 décembre 2007, où il signe un contrat de cinq ans. ll y remplace Hristo Yovov (en). Il y fait ses débuts officiels le 24 février 2008 contre Chernomorets Burgas, et inscrit son premier but un mois plus tard. Il dispute son premier match européen le 18 septembre 2008, en Ligue Europa. 
Il remporte le championnat de Bulgarie en 2009, après une saison où il ne reçoit pas un seul carton jaune. Il remporte également avec cette équipe la Supercoupe de Bulgarie en 2009.
Le 30 janvier 2011, son transfert à Krasnodar, en Russie, est officialisé, pour un montant estimé à un million d'euros. Il débute dans son nouveau club le 6 mars 2011 face à Amkar Perm en Coupe de Russie et inscrit son premier but le 14 juin contre Volga Nijni Novgorod. En 2014, il est nommé meilleur joueur de la saison par les supporteurs du club.
En mars 2015, alors qu'il sort de trois saisons pleines, il connaît une longue période d'indisponibilité après s'être cassé le pied. En juillet, son contrat est prolongé jusqu'en 2018.

## Statistiques
| Saison                | Club                  | Championnat           | Championnat | Championnat | Coupe(s) nationale(s) | Coupe(s) nationale(s) | Compétition(s) continentale(s) | Compétition(s) continentale(s) | Compétition(s) continentale(s) | Total | Total |
| Saison                | Club                  | Division              | M.          | B.          | M.                    | B.                    | Comp.                          | M.                             | B.                             | M.    | B.    |
| 2006                  | AD Portuguesa         | D2                    | 26          | 2           | -                     | -                     | -                              | -                              | -                              | 26    | 2     |
| 2007                  | AD Portuguesa         | D2                    | 28          | 2           | 2                     | 0                     | -                              | -                              | -                              | 30    | 2     |
| Sous-total            | Sous-total            | Sous-total            | 54          | 4           | 2                     | 0                     | -                              | -                              | -                              | 56    | 4     |
| 2007-2008             | Levski Sofia          | D1                    | 12          | 2           | 1                     | 0                     | -                              | -                              | -                              | 13    | 2     |
| 2008-2009             | Levski Sofia          | D1                    | 19          | 4           | 4                     | 1                     | C3                             | 2                              | 1                              | 25    | 6     |
| 2009-2010             | Levski Sofia          | D1                    | 27          | 4           | 1                     | 0                     | C1+C3                          | 4+6                            | 0                              | 38    | 4     |
| 2010-2011             | Levski Sofia          | D1                    | 15          | 2           | 2                     | 0                     | C3                             | 12                             | 2                              | 29    | 4     |
| Sous-total            | Sous-total            | Sous-total            | 73          | 12          | 8                     | 1                     | -                              | 24                             | 3                              | 105   | 16    |
| 2011-2012             | FK Krasnodar          | D1                    | 39          | 7           | 2                     | 0                     | -                              | -                              | -                              | 41    | 7     |
| 2012-2013             | FK Krasnodar          | D1                    | 30          | 4           | 1                     | 0                     | -                              | -                              | -                              | 31    | 4     |
| 2013-2014             | FK Krasnodar          | D1                    | 30          | 9           | 4                     | 0                     | -                              | -                              | -                              | 34    | 9     |
| 2014-2015             | FK Krasnodar          | D1                    | 19          | 6           | 2                     | 2                     | C3                             | 8                              | 3                              | 29    | 11    |
| 2015-2016             | FK Krasnodar          | D1                    | 14          | 0           | 3                     | 1                     | C3                             | 6                              | 1                              | 23    | 2     |
| 2016-2017             | FK Krasnodar          | D1                    | 21          | 1           | 1                     | 0                     | C3                             | 11                             | 5                              | 33    | 6     |
| 2017-2018             | FK Krasnodar          | D1                    | 24          | 2           | 1                     | 0                     | C3                             | 1                              | 0                              | 26    | 2     |
| Sous-total            | Sous-total            | Sous-total            | 177         | 29          | 14                    | 3                     | -                              | 26                             | 9                              | 217   | 41    |
| 2018-2019             | Dynamo Moscou         | D1                    | 30          | 4           | 1                     | 0                     | -                              | -                              | -                              | 31    | 4     |
| 2019-2020             | Dynamo Moscou         | D1                    | 19          | 2           | -                     | -                     | -                              | -                              | -                              | 19    | 2     |
| Sous-total            | Sous-total            | Sous-total            | 49          | 6           | 1                     | 0                     | -                              | -                              | -                              | 50    | 6     |
| 2020-2021             | FK Sotchi             | D1                    | 23          | 1           | 2                     | 1                     | -                              | -                              | -                              | 25    | 2     |
| 2021-2022             | FK Sotchi             | D1                    | 20          | 3           | 1                     | 0                     | C4                             | 1                              | 0                              | 22    | 3     |
| 2022-2023             | FK Sotchi             | D1                    | 14          | 2           | 5                     | 1                     | -                              | -                              | -                              | 19    | 3     |
| Sous-total            | Sous-total            | Sous-total            | 57          | 6           | 8                     | 2                     | -                              | 1                              | 0                              | 66    | 8     |
| Total sur la carrière | Total sur la carrière | Total sur la carrière | 410         | 57          | 33                    | 6                     | -                              | 51                             | 12                             | 494   | 75    |